# WWE The Music: A New Day
Albums de Artistes divers, WWE
Voices: WWE The Music, Vol. 9
(2009) Stone Cold Steve Austin: The Entrance Music EP
(2011)
WWE The Music: A New Day, Vol. 10 est une compilation de la WWE, sortie le 28 janvier 2010.
Contrairement aux albums précédents, l'album a été publié sous les formes CD-R et en téléchargement, exclusivement sur Amazon.com aux États-Unis, au Royaume-Uni, en Allemagne et en France
Il s'est classé 7e au Top Hard Rock Albums, 10e au Top Soundtracks, 12e au Top Independent Albums, 17e au Top Digital Albums, 29e au Top Rock Albums et 97e au Billboard 200.

## Liste des titres[1]
Tous les titres ont été composés par Jim Johnston.
| No  | Titre                                                             | Catcheur(s)                               | Durée |
| --- | ----------------------------------------------------------------- | ----------------------------------------- | ----- |
| 1.  | It's a New Day (featuring Adelitas Way)                           | The Legacy                                | 3:04  |
| 2.  | I Am Perfection" (featuring Cage9)                                | Dolph Ziggler                             | 3:19  |
| 3.  | I Came to Play (featuring Downstait)                              | The Miz                                   | 4:57  |
| 4.  | Just Close Your Eyes (featuring Story of the Year)                | Christian                                 | 4:31  |
| 5.  | Return of the Hitman (featuring Jim Johnston)                     | Bret Hart                                 | 5:37  |
| 6.  | Written in My Face (featuring Sean Jenness)                       | Sheamus                                   | 3:33  |
| 7.  | Insatiable (featuring Patsy Grime)                                | Tiffany                                   | 3:10  |
| 8.  | Domination (featuring Evan Jones)                                 | Ezekiel Jackson                           | 4:17  |
| 9.  | Born to Win (featuring Mutiny Within)                             | Evan Bourne                               | 4:17  |
| 10. | Oh Puerto Rico (featuring Vinny & Ray et Marlyn Jimenez)          | Primo                                     | 3:32  |
| 11. | Radio" (featuring Watt White)                                     | Zack Ryder                                | 4:02  |
| 12. | New Foundation" (featuring Jim Johnston)                          | Natalya / The Hart Dynasty                | 3:32  |
| 13. | You Can Look (But You Can’t Touch) (featuring Kim Sozzi)          | The Bella Twins                           | 3:47  |
| 14. | Crank the Walls Down (featuring Maylene and the Sons of Disaster) | Jeri-Show (Chris Jericho et The Big Show) | 3:07  |